# Operation Fortune: Ruse de Guerre
Operation Fortune: Ruse de Guerre is een internationale komische actiefilm uit 2023, geregisseerd door Guy Ritchie.

## Verhaal
De Britse MI6-spion Orson Fortune en zijn team rekruteren de grootste filmster van Hollywood, Danny Francesco, om miljardair wapenmakelaar Greg Simmonds ervan te weerhouden een dodelijke nieuwe wapentechnologie te verkopen die de wereldorde dreigt te verstoren.

## Rolverdeling
| Acteur           | Personage       |
| ---------------- | --------------- |
| Jason Statham    | Orson Fortune   |
| Aubrey Plaza     | Sarah Fidel     |
| Josh Hartnett    | Danny Francesco |
| Cary Elwes       | Nathan Jasmine  |
| Bugzy Malone     | J.J. Davies     |
| Hugh Grant       | Greg Simmonds   |
| Peter Ferdinando | Mike            |
| Eddie Marsan     | Knighton        |
| Lourdes Faberes  | Emilia          |
| Max Beesley      | Ben Harris      |

## Productie
In september 2020 werd aangekondigd dat Guy Ritchie de film zou regisseren, met Jason Statham in de hoofdrol, geproduceerd door Miramax, en STXfilms verwierf wereldwijde distributierechten voor de film. In december 2020 sloot ook Aubrey Plaza zich aan bij het project. De cast breidt vervolgens uit met de komst van Cary Elwes, Bugzy Malone en Josh Hartnett in januari 2021. Hugh Grant wordt de volgende maand bevestigd. Hij herenigde zich met Ritchie na The Man from U.N.C.L.E. en The Gentlemen.
De opnames begonnen op 14 januari 2021 en vonden plaats in onder andere Antalya, Turkije, Farnborough en Qatar. De titel is dan Five Eyes, genoemd naar een internationale alliantie van inlichtingendiensten. Op 28 september 2021 werd de titel hernoemd naar Operation Fortune: Ruse de guerre.

## Release
De film was oorspronkelijk gepland voor release op 21 januari 2022 en 18 maart 2022. Op 18 februari 2022 werd de film zonder commentaar van de studio uit het releaseschema gehaald. Uit rapporten blijkt dat de film uit de release is gehaald, niet vanwege de COVID-19-pandemie zoals voorheen, maar omdat gangsters van Oekraïense nationaliteit de belangrijkste handlangers van Greg Simmonds waren. De producers van de film dachten dat het, in het licht van de aanhoudende Russisch-Oekraïense Oorlog die wereldwijde verontwaardiging veroorzaakte, van slechte smaak zou zijn als de film Oekraïense slechteriken zou presenteren. In november 2022, tijdens de herstructurering van STX, werd gemeld dat de film waarschijnlijk in eigen land zou worden uitgebracht via een streamingdienst, terwijl de internationale distributeurs nog steeds zouden doorgaan met het in de bioscoop uitbrengen van de film, wat begon op 4 januari 2023.

## Ontvangst
Op Rotten Tomatoes heeft Operation Fortune: Ruse de Guerre een waarde van 65% en een gemiddelde score van 5,9/10, gebaseerd op 23 recensies.